# Trovant

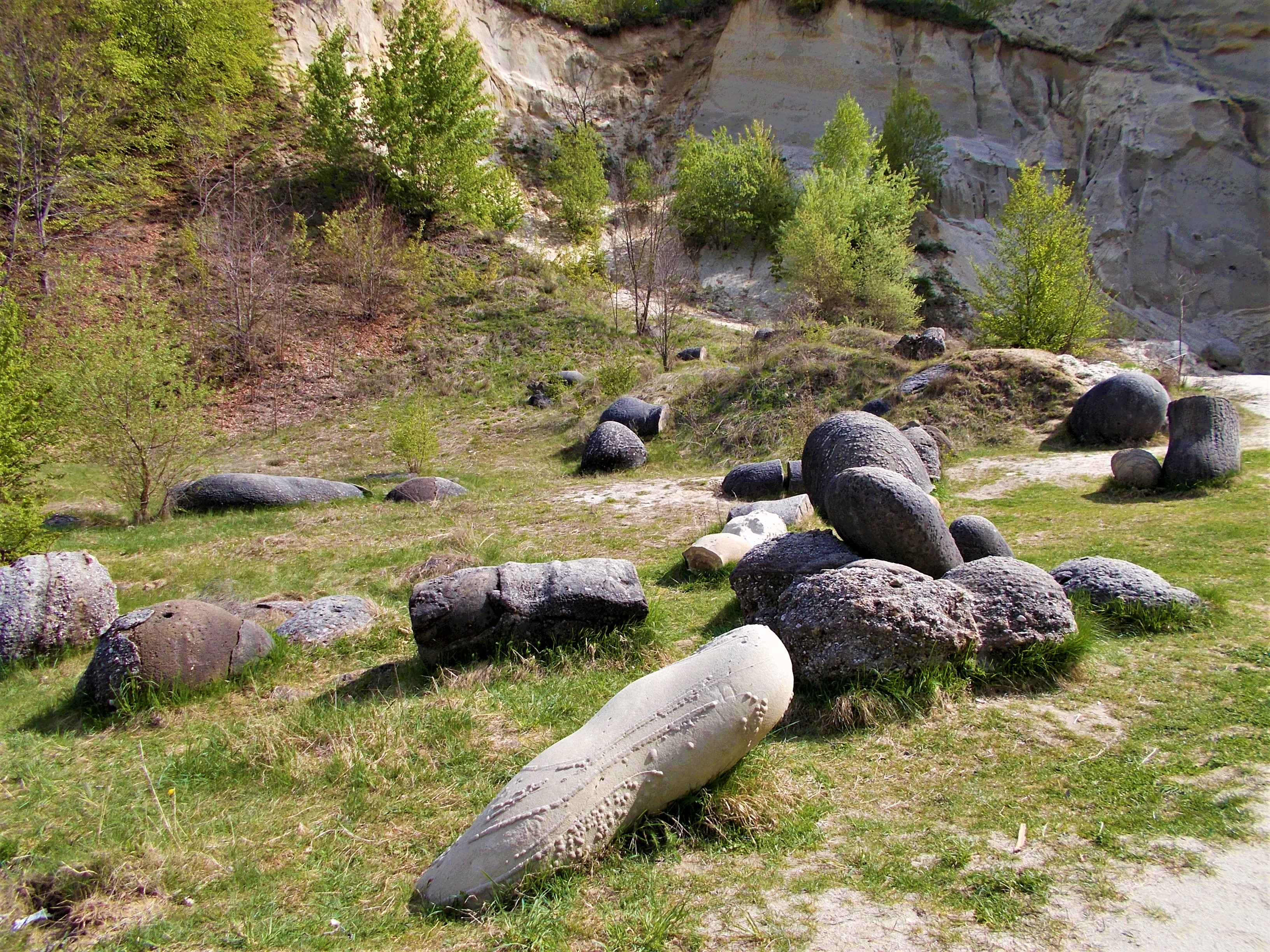
Formațiuni concreționare în rezervația naturală Muzeul Trovanților din satul Costești, județul Vâlcea

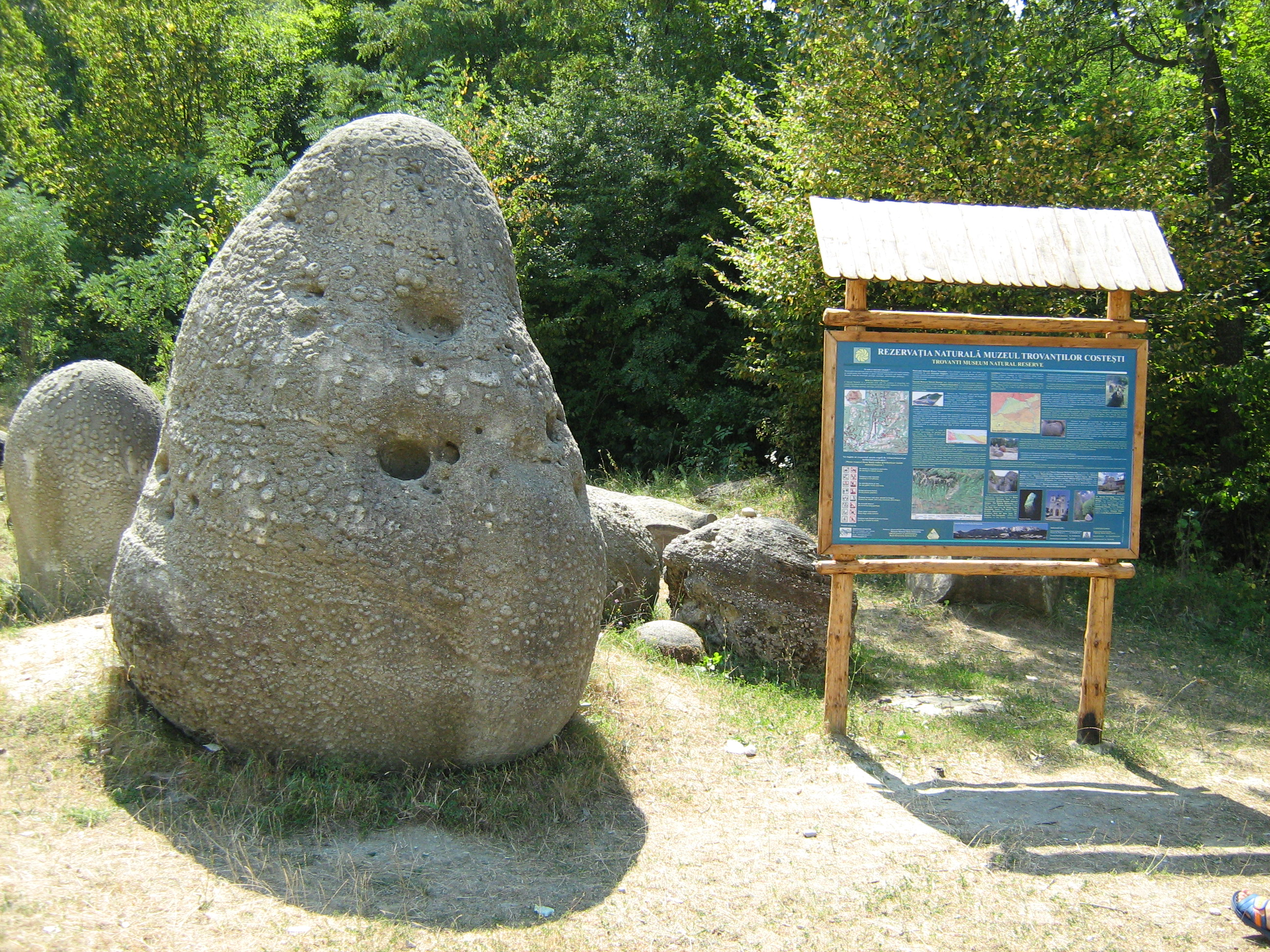
Trovanți (Costești, Vâlcea)

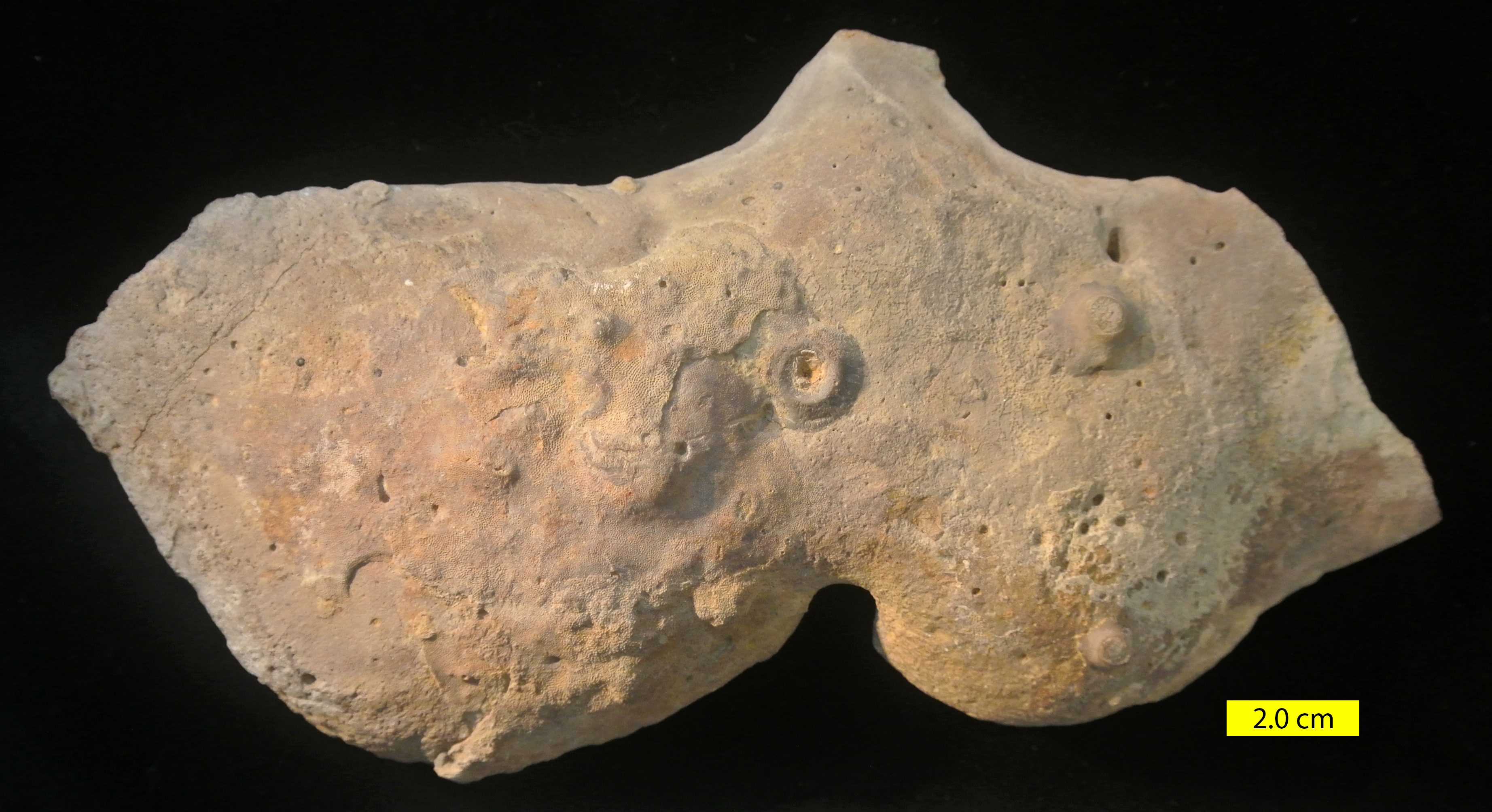

Trovanții sunt formațiuni numite și concrețiuni de gresie (grezoase), create în straturi de nisipuri, legate între ele printr-un ciment carbonatic, datorită apelor calcaroase. Ca formare seamană cu stalactitele și stalagmitele din peșteri.
Trovanții sunt microforme de relief caracteristice acumulărilor de nisipuri și a unor stratificații de gresii bogate în carbonat de calciu. Ei apar sub forma unor agregate minerale nodulare sau sferoidale, având dimensiuni de la câțiva milimetri la câțiva metri.

## Descriere
În principiu, trovanții sunt gresii cu o textură mai dură decât a stratului în care se dezvoltă. Tendința lor este de creștere spontană - din centru către periferie - cu o rată de depunere care poate atinge 4-5 cm în 1200 ani. Apar sub forma unor agregate minerale nodulare, sferoidale, elipsoidale, discoidale, cilindrice sau dendritice cu structură masivă, concentrică sau plană (stratificată), având dimensiuni de la câțiva milimetri la câțiva metri. Sunt incorect cunoscuți în anumite cercuri sub numele de "pietre care cresc".

## Răspândire
În România, trovanții se găsesc în mai multe locuri:
- Muzeul Trovanților din Costești, județul Vâlcea.
- Chiojdu, Prahova
- Dealul Feleacului de lângă Cluj-Napoca[3]
- În Munții Buzăului la Ulmet[4][5]
- Lângă Sibiu pe teritoriul satului Cașolț[6]
- În Hunedoara la cariera de nisip de la Hășdat
- În județul Bacău pe malul stâng al Tazlăului, la vărsarea acestuia în Trotuș[7]
- În județul Bacău, pe malul stâng al Siretului, în dreptul localității Cornii de Sus[8][9]
- În județul Buzău pe raza localității Chiojdu[10]
- În Munții Berzunți lângă satul Viișoara[11]
- În județul Bistrița Năsăud, Podișul Transilvaniei, lângă satul Domnești[12]
- În județul Suceava, Podișul Sucevei, lângă localitatea Remezeu [13]
- În Podișul Someșan, lângă satul Cliț, [14]
- Se mai pot găsi în Călărași aproape de malul Dunării, și chiar și în nivele nisipoase-argiloase din Munții Mezeș.

În județul Vâlcea
- Prima locație este o carieră de nisip care se află pe partea stângă a șoselei ce leagă Râmnicu Vâlcea de Horezu, înainte de intrarea în satul Costești. Într-un spațiu de 100 mp se află mai mulți trovanți, de diferite forme, unii grei de câteva tone, așa cum au ieșit din malul abrupt al carierei la exploatarea nisipului. De la Costești se poate ajunge la a doua locație pe un traseu marcat, mergând pe jos de la panoul cu date despre acest loc.
- A doua locație, și cea mai spectaculoasă, este de-a lungul pârâului Gresarea, apă care se varsă într-un râu de lângă satul Oteșani. Satul se află la aproximativ 16 km de Horezu, urmând drumul spre Craiova (venind dinspre Râmnicu Vâlcea, viraj la stânga la intersecția din centrul localității). Aici, mergând în sus de-a lungul firișorului de apă al Gresarii, vei găsi, scoase din malul nisipos de șuvoaiele formate la ploi, trovanți de diferite forme, de la cei mici, de câteva sute de grame, până la cei mai mari de zeci sau sute de kilograme.

## Galerie de imagini
Trovanți în România

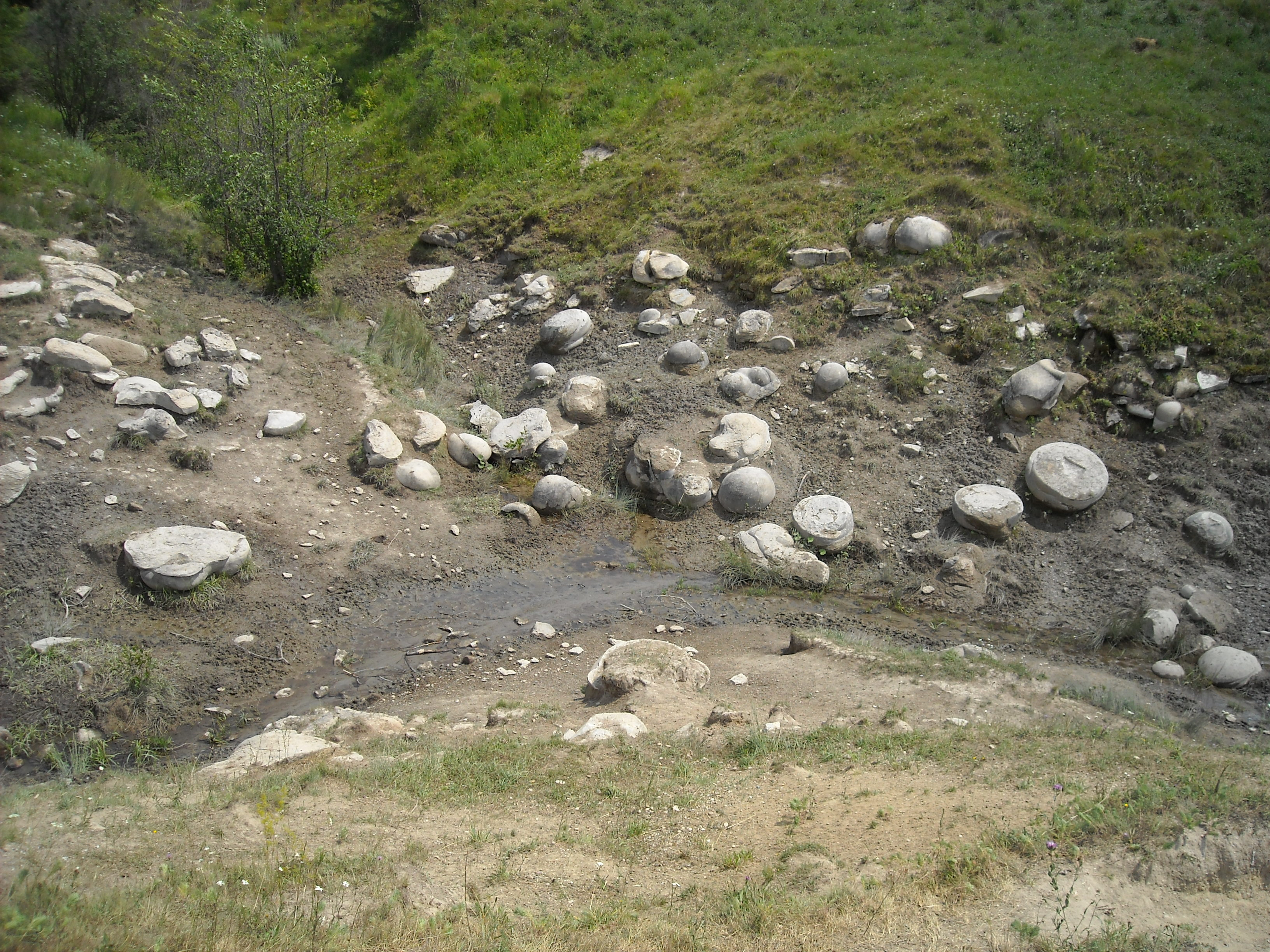
Trovanți (Feleacu, Cluj)

Trovanți în alte țări

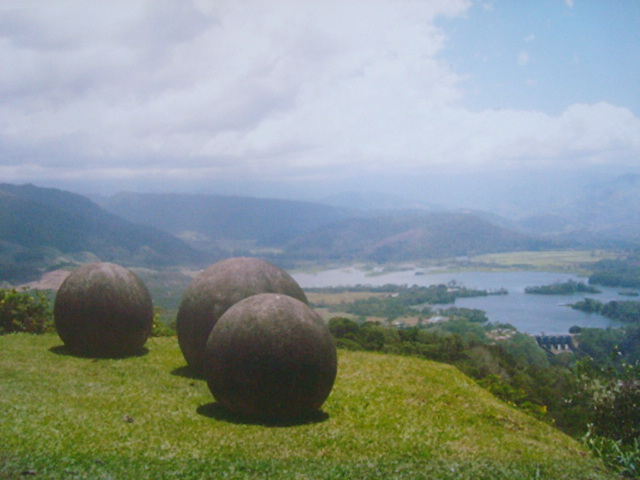
Pietre sferice in Costa Rica
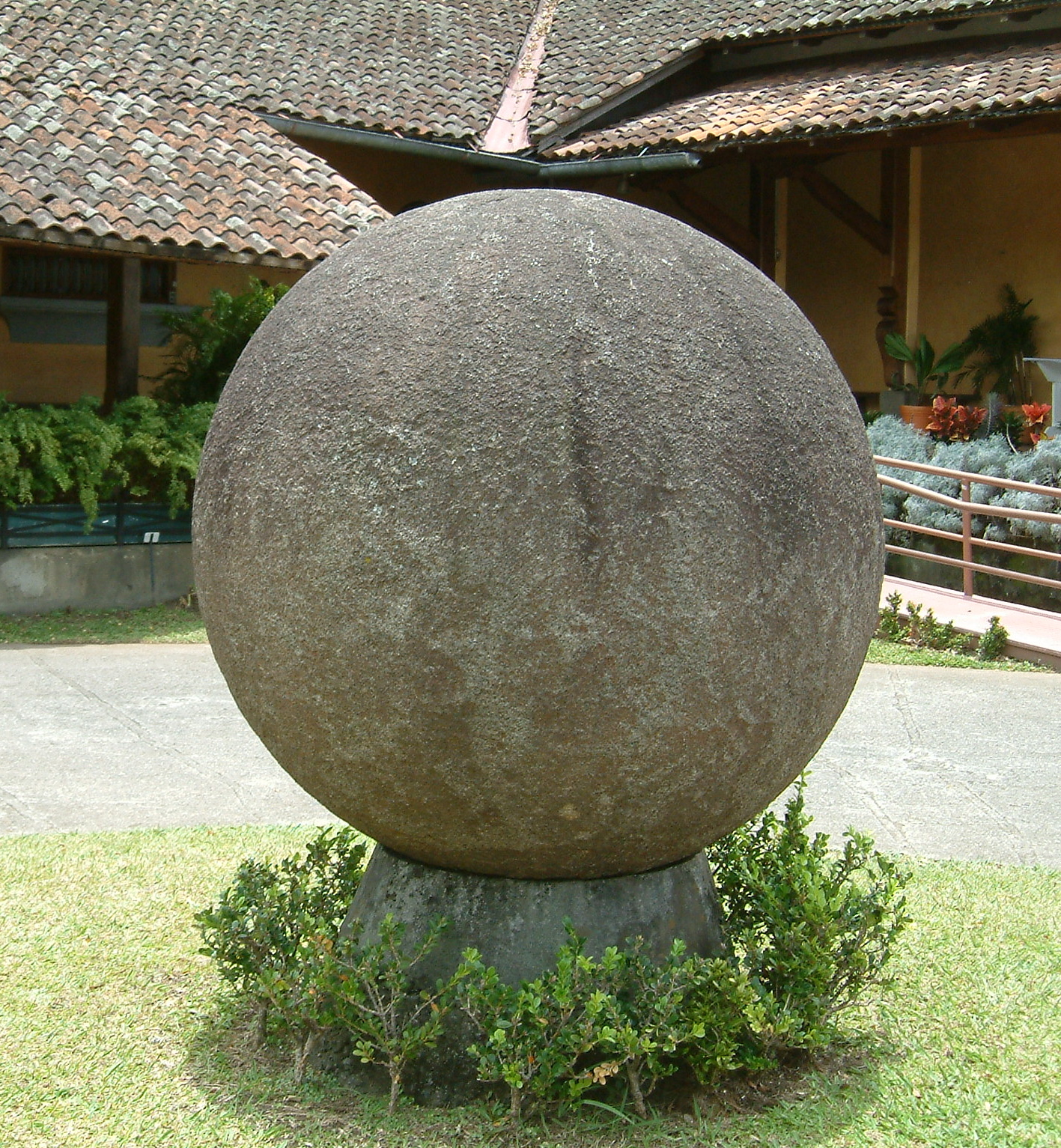
Piatra sferică la Muzeul Național din Costa Rica